# Na međi vekova
„Na međi vekova“ je dokumentarni televizijski esej u trajanju od 41 minuta, o Festivalu filmskog scenarija u Vrnjačkoj Banji, reditelja Slobodana Ž. Jovanovića, a u proizvodnji Radio-televizije Srbije 2001. godine.
Tribina održana na festivalu scenarija u Vrnjačkoj Banji pratila je istoriju filma i predviđala dalji razvoj filma. Emisija je ispunjena insertima filmova koji su ušli u svetsku istoriju i svojevrstan je omaž filmu i autorima koji su nas zadužili svojim stvaralaštvom. 
Materijal je snimio reditelj Petar Cvejić koji je preminuo, tako da je reditelj Slobodan Ž. Jovanović emisiju posvetio uspomeni na preminulog komegu.

## Autorska ekipa
- Reditelj Slobodan Ž. Jovanović